# Svenska Dagbladet
Svenska Dagbladet (SvD) ist eine Tageszeitung in Schweden. Sie wird in Stockholm herausgegeben und erscheint im ganzen Land.

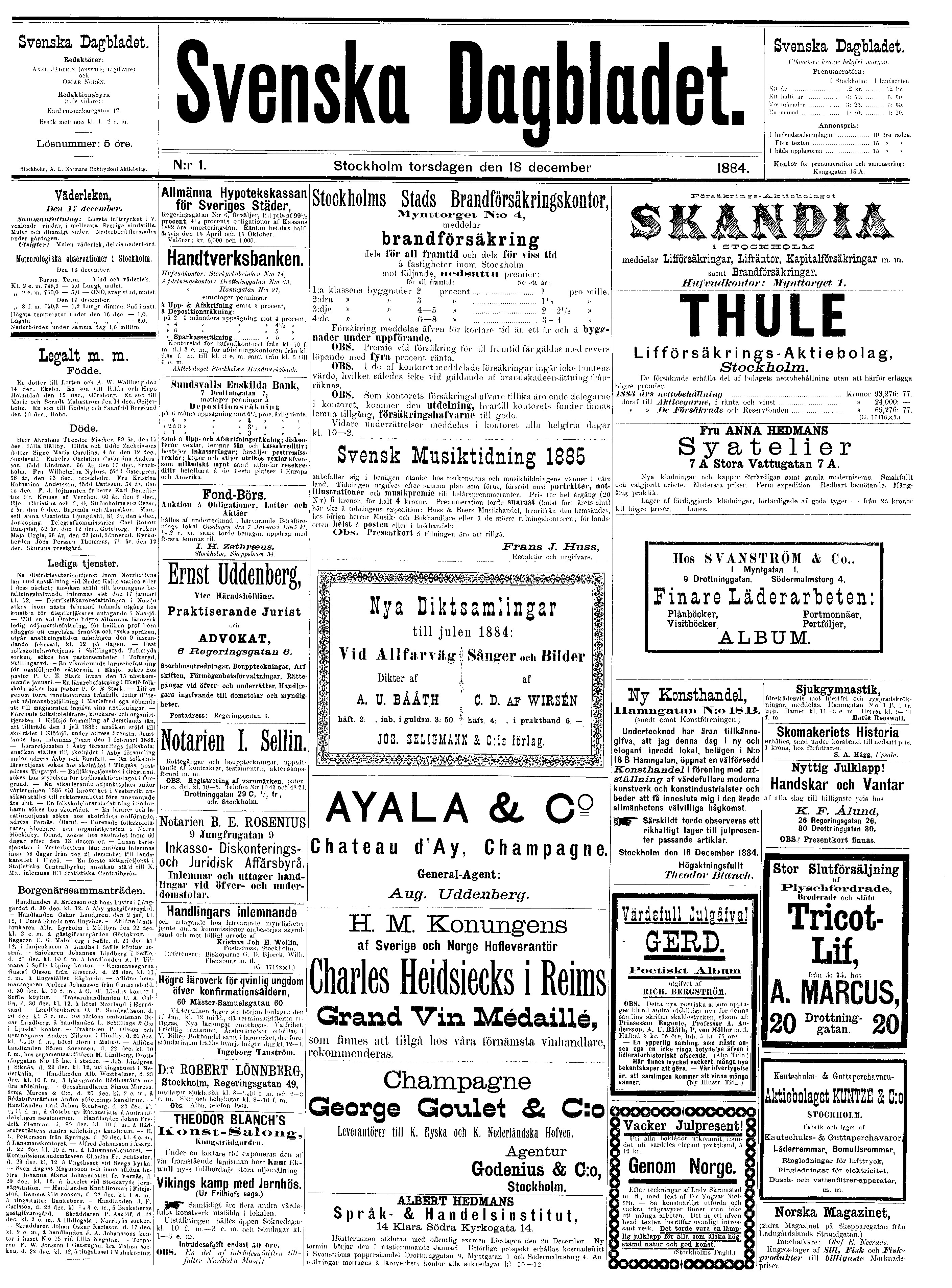
Erstausgabe der Svenska Dagbladet vom 18. Dezember 1884

Die Auflage ist die dritthöchste unter den Qualitätszeitungen nach Dagens Nyheter und Göteborgs-Posten. Die Zeitung bezeichnet sich als unabhängig und liberal-konservativ. Die erste Ausgabe erschien am 18. Dezember 1884.
Seit 1925 ehrt die Zeitung die besten schwedischen Sportler mit der Svenska-Dagbladet-Goldmedaille. Seit 1944 verleiht die Zeitung den Svenska-Dagbladet-Literaturpreis und seit 1977 den Svenska-Dagbladet-Opernpreis.